# Lily Lake, Illinois
Lily Lake är en ort i Kane County i Illinois, USA.